# Temple City
Temple City város az USA Kalifornia államában, Los Angeles megyében. Lakosainak száma 36 494 fő (2020. április 1.).

## Népesség
A település népességének változása:

| 2010 | 35 558 |
| 2020 | 36 494 |